# Гуменник тундровий
Гуменник тундровий (Anser serrirostris) — вид водоплавних птахів родини качкових (Anatidae). Раніше розглядався як підвид гуменника великого (Anser fabalis).

## Опис
Досить великий птах, який за зовнішнім виглядом нагадує Гуменника великого (Anser fabalis). Маса тіла коливається від 1,7 до 4 кг, довжина тіла від 68 до 90 см, розмах крил від 140 до 174 см. 